# Anna Polak
Anna Ans Polak (ur. 24 listopada 1906 w Amsterdamie, zm. 23 lipca 1943 w Sobiborze) – holenderska gimnastyczka sportowa, złota medalistka w wieloboju sportowym na Olimpiadzie w Amsterdamie w 1928.
Była jedną z pięciu gimnastyczek ze złotej drużyny z 1928 roku, które były pochodzenia żydowskiego. W maju 1943 została aresztowana wraz z mężem Barendem Dresdenem za którego wyszła w 1936 i 6-letnią córką Evą i wysłana do obozu koncentracyjnego Vught w Holandii. Około miesiąc później Anna i Eva zostały przeniesione do Westerbork. 20 lipca 1943 została deportowana do obozu zagłady w Sobiborze, gdzie została zamordowana wraz z córką 23 lipca 1943 r. Mąż Anny Barend, został deportowany z Vught do Auschwitz 15 grudnia 1943 roku. Przeżył selekcję i został wysłany do pracy przymusowej, zginął 30 listopada 1944 w Auschwitz.